# Waumandee (Wisconsin)
Waumandee es un municipio situado en el condado de Buffalo, Wisconsin, Estados Unidos. Tiene una población estimada, a mediados de 2023, de 507 habitantes.

## Geografía
La localidad está ubicada en las coordenadas 44°16′2″N 91°43′14″O / 44.26722, -91.72056. Según la Oficina del Censo, tiene una superficie total de 113.5 km², de los cuales 112.8 km² corresponden a tierra firme y 0.7 km² están cubiertos de agua.

## Demografía
Según el censo de 2020, en ese momento había 508 personas residiendo en la localidad. La densidad de población era de 4.5 hab./km². El 94.69% de los habitantes eran blancos, el 0.39% eran amerindios, el 3.35% eran de otras razas y el 1.57% eran de una mezcla de razas. Del total de la población, el 4.13% eran hispanos o latinos de cualquier raza.